# Peleteria latifasciata
Peleteria latifasciata là một loài ruồi trong họ Tachinidae.